# Centro Israelita de Bogotá
El Centro Israelita de Bogotá es un centro de la comunidad judia ubicado en la ciudad de Bogotá, Sus objetivos principales son promover el bienestar y el desarrollo de la comunidad judía askenazí bogotana, y mantener vivas las tradiciones y los valores de dicha comunidad.

## Historia y Museo del CIB
En el año 1918 se crea la Junta Hebrea de Bogotá antecesora del CIB, Este siendo fundado el 9 de agosto de 1929.
En el año 2021 se inauguró el museo del centro israelita de bogotá en un edificio adyacente al centro, diseñado por Abraham Korn, El museo cuenta con una colección objetos, documentos y relatos orales y visuales sobre la historia de la comunidad Judía Askenazí de la ciudad.
El CIB Es también el administrador de algunas sinagogas en la ciudad de Bogotá, así como del Cementerio Hebreo del Sur.